# Roque de los Muchachos
De Roque de Los Muchachos (Rots van de jongens) is de hoogste top van de kraterrand van de Caldera de Taburiente, en tevens het hoogste punt van het Canarische eiland La Palma. De top is gelegen nabij de noordelijke punt van het eiland, in de gemeente Garafia.
De top is 2426 m hoog maar vormt aan drie zijden slechts een heuvel in het landschap.
De zuidzijde van de rots is een 800 m hoge, verticale klif bedekt met rotspieken. De grootste daarvan, de Espigon del Roque, is bereikbaar via een smal paadje en enkele ladders.
De Roque de los Muchachos is vernoemd naar enkele 3 meter hoge karakteristieke rotsen op de top, die enigszins op een stel jongens lijken.
De top en de naburige hoogvlakte is vanwege zijn ideale ligging en heldere nachten de locatie van het Observatorium Roque de los Muchachos.

## Beklimming
De Roque de los Muchachos is bereikbaar via de asfaltweg LP-113 vanaf Mirca in het oosten of vanaf Barrio de Hoya Grande in Garafía in het westen. De wandelweg Ruta de la Cresteria passeert eveneens langs de top.
Vanaf de top is er een 360°-panorama over het eiland La Palma en zijn ook de buureilanden La Gomera, El Hierro en Tenerife zichtbaar - tenminste wanneer hij niet in de wolken verborgen zit.